# Uromenus galvagni
Uromenus galvagni är en insektsart som beskrevs av Nadig 1994. Uromenus galvagni ingår i släktet Uromenus och familjen vårtbitare. Inga underarter finns listade i Catalogue of Life.